# Jitotol (kommun i Mexiko)
Jitotol är en kommun i Mexiko.   Den ligger i delstaten Chiapas, i den sydöstra delen av landet, 700 km öster om huvudstaden Mexico City.
Följande samhällen finns i Jitotol:
- Jitotol de Zaragoza
- Carmen Zacatal
- Cálido
- El Ámbar
- Allende Esquipulas
- Unión Zaragoza
- Altamirano
- El Amate
- El Laurel
- Buenavista
- Plan Paredón
- Rubén Jaramillo
- La Laguna
- Los Pinos
- Las Planadas
- Matasano
- El Ocotal
- El Rosario
- Esquipulas
- El Paraíso
- San Antonio la Cumbre
- Benito Juárez
- Amor de Dios